# Sibiril
Sibiril (bretonisch Sibirill) ist eine französische Gemeinde mit 1.154 Einwohnern (Stand 1. Januar 2022) im Département Finistère in der Bretagne. Die Gemeinde liegt 43 Kilometer nordöstlich von Brest. An der östlichen Gemeindegrenze verläuft der Fluss Guillec.

## Bevölkerungsentwicklung
| 1962 | 1968 | 1975 | 1982 | 1990 | 1999 | 2006 | 2017 |
| ---- | ---- | ---- | ---- | ---- | ---- | ---- | ---- |
| 1467 | 1351 | 1228 | 1243 | 1200 | 1144 | 1218 | 1208 |

## Sehenswürdigkeiten

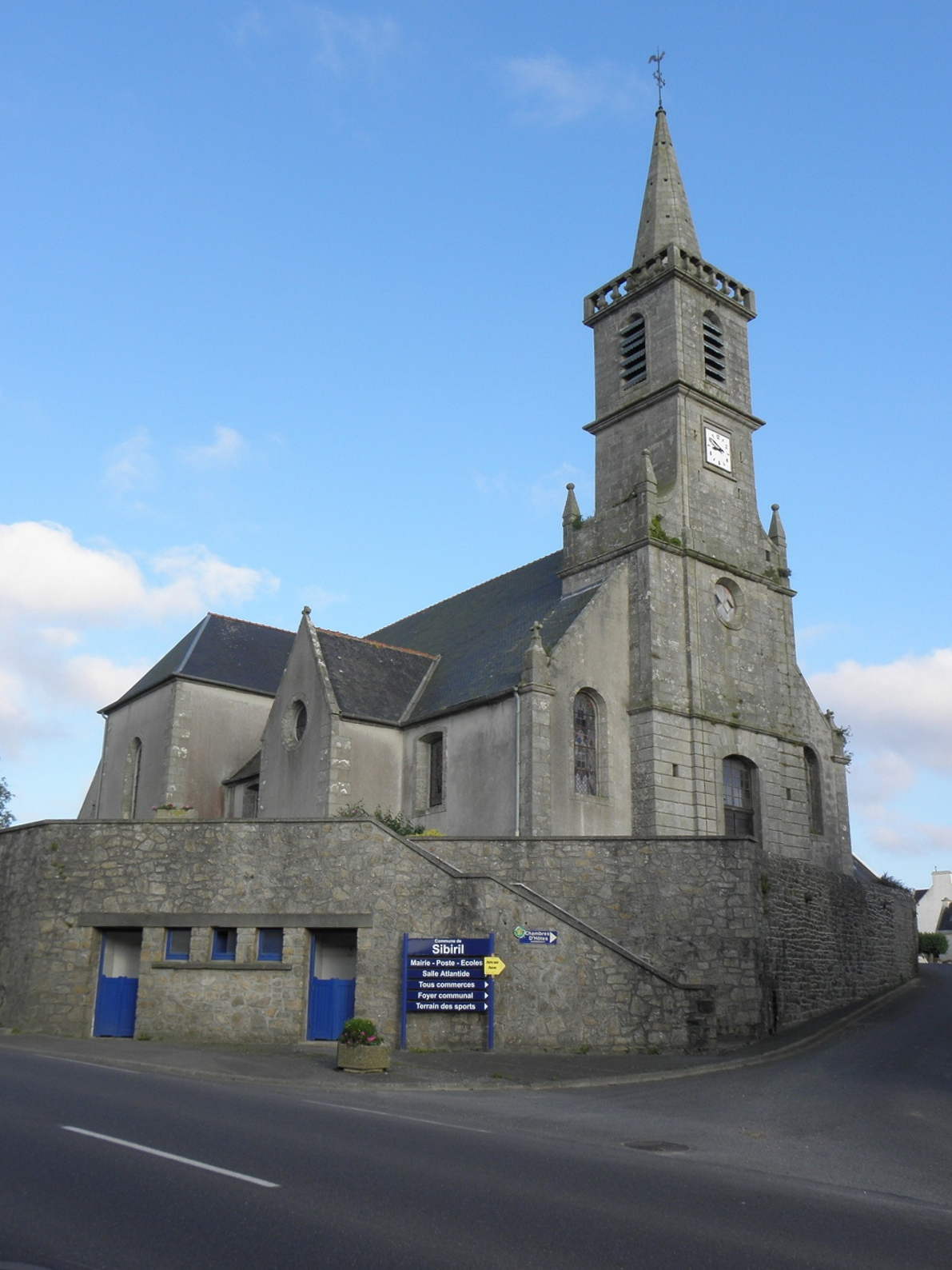
Kirche Saint-Pierre

- Schloss Kérouzéré aus dem 17. Jahrhundert nördlich des Orts
- Landhaus Manoir de Kerlan aus dem 16. Jahrhundert nordöstlich des Dorfs
- Mühle von Kerlan
- Kirche Saint-Pierre aus dem 18. Jahrhundert mit dem Grabmal von Jean de Kerouzéré aus dem 15. Jahrhundert

Siehe auch: Liste der Monuments historiques in Sibiril